# さぬき市立鴨部小学校
さぬき市立鴨部小学校（さぬきしりつ かべしょうがっこう）は、香川県さぬき市鴨部にあった公立小学校。

## 沿革
- 1872年（明治5年） - 鴨部東山村に上月小学校として開校。
- 1892年（明治25年）4月 - 鴨部村立鴨部尋常小学校に改称。
- 1905年（明治38年）4月 - 高等科を設置し、鴨部尋常高等小学校に改称。
- 1941年（昭和16年）4月 - 鴨部国民学校に改称。
- 1947年（昭和22年）4月 - 鴨部村立鴨部小学校に改称。
- 1948年（昭和23年）10月 - 上野分校を設置。
- 1956年（昭和31年）10月 - 町村合併により、志度町立鴨部小学校に改称。
- 1963年（昭和38年）3月 - 上野分校を廃止。
- 1964年（昭和39年）4月 - 校歌制定。
- 1980年（昭和55年）3月 - 新体育館が完成。
- 1981年（昭和56年）3月 - 新校舎が完成。
- 1991年（平成3年）11月 - 創立百年記念式典を挙行。
- 2002年（平成14年）4月 - 町合併・市制施行により、さぬき市立鴨部小学校に改称。
- 2014年（平成26年）3月 - さぬき市立小田小学校、さぬき市立中央小学校との統合により閉校。

## 交通アクセス
- 四国旅客鉄道（JR四国）志度駅及びことでん琴電志度駅からさぬき市コミュニティバス市内循環線に乗車、鴨部公民館下車。